# Burgstall (Wessobrunn)
Burgstall ist ein Gemeindeteil von Wessobrunn im oberbayerischen Landkreis Weilheim-Schongau.

## Geografie
Der Weiler liegt circa vier Kilometer südlich von Wessobrunn in einer Jungmoränenlandschaft, ist jedoch durch den Schlittgraben von dem Hauptort getrennt. In der näheren Umgebung befinden sich Feuchten, Hub und Rohrmoos.

## Geschichte
Bei Burgstall befindet sich der namensstiftende mittelalterlicher Burgstall bei Burgstall.
Der Weiler gehörte zur Riederschaft Forst der Klosterhofmark Wessobrunn. Im Jahr 1761 werden zwei Viertelhöfe erwähnt, beide waren dem Kloster Wessobrunn grundbar. Die Hohe Gerichtsbarkeit lag beim Landgericht Landsberg.
Nach der Säkularisation wurde Burgstall im Zuge der Gemeindeedikte von 1818 Bestandteil der neu gebildeten Gemeinde Forst im Landgericht Weilheim in Oberbayern.
Mit dieser wurde der Weiler im Zuge der Gebietsreform in Bayern am 1. Mai 1978 nach Wessobrunn eingemeindet.